# Thomas Aigner
Pour les articles homonymes, voir Aigner.
Thomas Aigner est un musicologue autrichien né en 1958.

## Biographie
Depuis 2000, il est le directeur du département de musique de la bibliothèque de Vienne. Il dirige l'Institut International Franz Schubert jusqu'en 2005. Il travaille notamment sur les compositeurs Franz Schubert, Johann Strauss, Joseph Lanner, Hugo Wolf, Josef Strauss ainsi qu'Aram Khatchatourian.